# (100376) 1995 UT73
(100376) 1995 UT73 es un asteroide perteneciente al cinturón de asteroides, descubierto el 20 de octubre de 1995 por el equipo del Spacewatch desde el Observatorio Nacional de Kitt Peak, Arizona, Estados Unidos.

## Designación y nombre
Designado provisionalmente como 1995 UT73.

## Características orbitales
1995 UT73 está situado a una distancia media del Sol de 2,560 ua, pudiendo alejarse hasta 2,713 ua y acercarse hasta 2,408 ua. Su excentricidad es 0,059 y la inclinación orbital 4,814 grados. Emplea 1496 días en completar una órbita alrededor del Sol.

## Características físicas
La magnitud absoluta de 1995 UT73 es 15,9.